# Beyond a Reasonable Doubt
Beyond a Reasonable Doubt (prt: A Verdade e o Medo; bra: Acima de Qualquer Suspeita) é um filme estadunidense de 2009, do gênero suspense, escrito e dirigido por Peter Hyams. Trata-se de um remake do filme homônimo que Fritz Lang dirigiu em 1956.
Esta versão tem como protagonistas Michael Douglas e Amber Tamblyn. A produção foi anunciada em fevereiro de 2008 e as filmagens começaram no mês seguinte.

## Sinopse
O protagonista do filme é C.J. Nicholas (Jesse Metcalfe), um jovem ambicioso que pretende fazer uma reportagem que pode ressuscitar sua carreira. Para fazer isso, resolveu provar que os processos vencidos pelo procurador Martin Hunter (Michael Douglas) - conhecido por sua contundência e eficiência e cotado para o posto de governador nas próximas eleições - são o resultado de corrupção e falsificação de provas. Para provar sua tese decide junto com seu assistente (Joel Moore) colocar-se como o principal suspeito do assassinato de uma prostituta. Em seu plano, no entanto, ele também envolve a jovem advogada assistente, Ella (Amber Tamblyn). Entre Ella e C.J. nasce um romance, que vai colocá-la contra seu chefe.

## Elenco
- Michael Douglas: Mark Hunter
- Jesse Metcalfe: C.J. Nicholas
- Amber Tamblyn: Ella Crystal
- Orlando Jones : Ben Nickerson
- Joel Moore: Corey Finley
- Tony Bentley: Roger Milner
- Edrick Browne: Diretor
- Megan Brown: Roberta
- David Jensen: Gary Spota